# Route départementale 7 (Haute-Vienne)
Pour les articles homonymes, voir Route départementale 7.
La route départementale 7 abrégée en RD 7 est une route départementale de la Haute-Vienne, qui relie la route nationale 147 à la limite du département de la Vienne. 
Elle continue sous le nom de D 123 dans le département de la Vienne.

## Communes traversées
- Magnac-Laval
- Lussac-les-Églises